# Шведов, Олег Юрьевич
Олег Юрьевич Шведов (28 июля 1973 — 16 июля 2015) — российский учёный в области теоретической и математической физики.

## Биография
В 1989 году, в возрасте 15 лет, поступил на физический факультет Московского государственного университета им. М. В. Ломоносова, который окончил в 1995 году. В 1996 году защитил кандидатскую диссертацию под руководством академика РАН В. П. Маслова, с 1996 года до конца жизни был сотрудником кафедры квантовой статистики и теории поля физического факультета МГУ. Умер 16 июля 2015 года в Белоруссии, похоронен в Москве 19 июля 2015 года на участке №15 Хованского центрального кладбища. В воспоминаниях об учёном отмечают яркий отличительный признак — заикание, благодаря чему он сразу запоминался при первом знакомстве. Говоря о своих атеистических убеждениях, тем не менее был сторонником целомудрия до брака и по мере возможности отстаивал свою позицию публично. В частности, принял участие в телепередаче «Моя семья» на тему «Падение нравов» 28 ноября 1998 года.[значимость факта?] Рекомендовал вступать в брак до начала активной научной карьеры.[значимость факта?]

## Научная деятельность
Автор более 50 статей в ведущих научных журналах, соавтор монографии. Основные научные результаты — в области асимптотических методов решения уравнений для функций большого или бесконечного числа переменных, квазиклассического приближения в квантовой физике, исследования расходимостей в квантовой теории поля.

## Образовательная деятельность
Входил в авторские коллективы сборников задач Московской олимпиады школьников по физике и Всероссийской олимпиады школьников по физике. Был членом методической комиссии и жюри Всероссийской олимпиады школьников по физике.
Автор научно-популярных статей в журнале «Потенциал».
Приглашался в качестве преподавателя на олимпиадные физико-математические школы.
Организовал неформальный физико-математический кружок для школьников. Согласно результатам Интернет-олимпиады школьников по физике, вошел в 2012-13 и 2013-14 учебных годах, когда эта олимпиада имела 1й уровень, в число 15 лучших школьных преподавателей России по результатам учеников.

## Награды, премии
- Премия Европейской академии для молодых учёных СНГ (1996)
- Премия имени Н. Н. Боголюбова (1999)

### Монографии и учебные пособия
- В. П. Маслов, О. Ю. Шведов. Метод комплексного ростка в задаче многих частиц и квантовой теории поля. М.: Едиториал УРСС, 2000. 360 стр. ISBN 5-8360-0062-X. Тираж 1000 экз.
- С. Д. Варламов, В. И. Зинковский, М. В. Семенов, Ю. В. Старокуров, О. Ю. Шведов, А. А. Якута. Задачи московских городских олимпиад по физике 1986—2005. Приложение: олимпиады 2006 и 2007. М.: МЦНМО, 2007. 696 стр. ISBN 978-5-94057-320-3. Тираж 3000 экз. Электронный вариант в библиотеке Math.ru

### Избранные научные статьи
- Шведов О. Ю. О комплексном ростке Маслова в абстрактных пространствах // Математический сборник. 1999. т. 190. № 10. c. 123—157.
- Shvedov O.Yu. Semiclassical symmetries // Annals of Physics. 2002. vol. 296. pp. 51-89.
- Shvedov O.Yu. On correspondence of BRST-BFV, Dirac, and refined algebraic quantizations of constrained systems // Annals of Physics. 2002. vol. 302. pp. 2-21.
- Shvedov O.Yu. Approximations for strongly singular evolution equations // Journal of Functional Analysis. 2004. vol. 210. pp. 259—294